# Greg Holmes (rugbista)
Greg Holmes, all'anagrafe Gregory S. Holmes (Warwick, 11 giugno 1983), è un rugbista a 15 australiano, pilone del Western Force.

## Biografia
Nazionale Under-21 per l'Australia ai mondiali di categoria in Scozia del 2004, esordì nel Super 12 nella stagione successiva; sempre nel 2005 esordì in Nazionale maggiore, in un test match contro la Francia.
Nel 2006 disputò tutti i 13 incontri di Super 14 in cui i Reds furono impegnati, poi un infortunio alla spalla e uno al collo lo tennero fuori dall'attività internazionale per tutto il resto dell'anno; ricostruita la spalla, nel 2007 disputò pochi incontri, e saltò gran parte dell'attività internazionale di metà anno; tuttavia riuscì a entrare nella rosa dei convocati alla Coppa del Mondo di rugby 2007 in Francia, nel corso della quale disputò due incontri.
Dopo la Coppa del Mondo prese parte con i Ballymore Tornadoes all'effimero Australian Rugby Championship durato solo una stagione.
Nel 2011 fu campione del Super Rugby con i Reds, e nel 2014 fu inserito nella neoistituita squadra dei Queensland Country che disputa il National Rugby Championship.
Nel 2015, a 8 anni di distanza dalla sua più recente presenza internazionale, fu richiamato negli Wallabies dal C.T. Michael Cheika.
A seguire, fu convocato nella rosa alla Coppa del Mondo di rugby 2015 in cui disputò 6 incontri e giunse fino alla finale, poi persa contro la Nuova Zelanda.
Dopo un periodo in Europa nell'Exeter, con la conquista del titolo d'Inghilterra, dal 2020 milita nuovamente in Australia nel Western Force.

## Palmarès
- Super Rugby: 1
Reds : 2011
- Premiership: 1
Exeter Chiefs: 2016-17
- Coppe Anglo-Gallesi: 1
Exeter Chiefs: 2017-18